# Commonwealth Games 2014/Leichtathletik
Bei den Commonwealth Games 2014 in Glasgow (Schottland) wurden in der Leichtathletik 44 Wettbewerbe ausgetragen, je 22 für Männer und für Frauen. Diese fanden im Hampden Park statt, mit Ausnahme des Marathons, der auf einem Rundkurs im Stadtzentrum ausgetragen wurde. Nicht mehr auf dem Programm stand das 20-km-Gehen der Männer und Frauen.

## Männer

### 100 m
| Platz | Athlet            | Land | Zeit (s) |
| ----- | ----------------- | ---- | -------- |
| 1     | Kemar Bailey-Cole | JAM  | 10,00    |
| 2     | Adam Gemili       | ENG  | 10,10    |
| 3     | Nickel Ashmeade   | JAM  | 10,12    |
| 4     | Antoine Adams     | SKN  | 10,16    |
| 5     | Mark Jelks        | NGR  | 10,17    |
| 6     | Jason Livermore   | JAM  | 10,18    |
| 7     | Warren Fraser     | BAH  | 10,20    |
| 8     | Ramon Gittens     | BAR  | 10,25    |

Finale: 28. Juli, 21:50 Uhr
Wind: 0,0 m/s

### 200 m
| Platz | Athlet          | Land | Zeit (s) |
| ----- | --------------- | ---- | -------- |
| 1     | Rasheed Dwyer   | JAM  | 20,14    |
| 2     | Warren Weir     | JAM  | 20,26    |
| 3     | Jason Livermore | JAM  | 20,32    |
| 4     | Mosito Lehata   | LES  | 20,36 NR |
| 5     | Akani Simbine   | RSA  | 20,37 PB |
| 6     | Daniel Bailey   | ANT  | 20,43 PB |
| 7     | Daniel Talbot   | ENG  | 20,45    |
| 8     | Gavin Smellie   | CAN  | 20,55    |

Finale: 31. Juli, 21:10 Uhr
Wind: 0,5 m/s

### 400 m
| Platz | Athlet            | Land | Zeit (s) |
| ----- | ----------------- | ---- | -------- |
| 1     | Kirani James      | GRN  | 44,24 GR |
| 2     | Wayde van Niekerk | RSA  | 44,68    |
| 3     | Lalonde Gordon    | TTO  | 44,78    |
| 4     | Martyn Rooney     | ENG  | 45,15    |
| 5     | LaToy Williams    | BAH  | 45,63    |
| 6     | Jarrin Solomon    | TTO  | 45,82    |
|       | Renny Quow        | TTO  | DNF      |
|       | Chris Brown       | BAH  | DNS      |

Finale: 30. Juli, 20:30 Uhr

### 800 m
| Platz | Athlet                    | Land | Zeit (min) |
| ----- | ------------------------- | ---- | ---------- |
| 1     | Nijel Amos                | BOT  | 1:45,18    |
| 2     | David Lekuta Rudisha      | KEN  | 1:45,48    |
| 3     | André Olivier             | RSA  | 1:46,03    |
| 4     | Evans Kipkorir            | KEN  | 1:46,09    |
| 5     | Jeffrey Riseley           | AUS  | 1:46,12    |
| 6     | Guy Learmonth             | SCO  | 1:46,69 PB |
| 7     | Michael Rimmer            | ENG  | 1:46,71    |
| 8     | Ronald Musagala           | UGA  | 1:47,19    |
| 9     | Ferguson Cheruiyot Rotich | KEN  | 1:47,34    |

Finale: 31. Juli, 19:50 Uhr
Jeffrey Riseley wurde ein Startplatz im Finale gewährt, nachdem er im Halbfinale vom Kanadier Brandon McBride (der für diese Aktion disqualifiziert wurde) aus dem Weg geschubst worden war.

### 1500 m
| Platz | Athlet               | Land | Zeit (min) |
| ----- | -------------------- | ---- | ---------- |
| 1     | James Kiplagat Magut | KEN  | 3:39,31    |
| 2     | Ronald Kwemoi        | KEN  | 3:39,53    |
| 3     | Nick Willis          | NZL  | 3:39,60    |
| 4     | Johan Cronje         | RSA  | 3:39,65    |
| 5     | Jeffrey Riseley      | AUS  | 3:40,27    |
| 6     | Chris O’Hare         | SCO  | 3:40,63    |
| 7     | Charlie Grice        | ENG  | 3:41,58    |
| 8     | John Bazili Baynit   | TAN  | 3:41,74    |

Finale: 2. August, 19:35 Uhr

### 5000 m
| Platz | Athlet                | Land | Zeit (min)  |
| ----- | --------------------- | ---- | ----------- |
| 1     | Caleb Mwangangi Ndiku | KEN  | 13:12,07    |
| 2     | Isiah Kiplangat Koech | KEN  | 13:14,06    |
| 3     | Zane Robertson        | NZL  | 13:16,52    |
| 4     | Joseph Kitur Kiplimo  | KEN  | 13:17,49    |
| 5     | Mohammed Ahmed        | CAN  | 13:18,88 PB |
| 6     | Andrew Vernon         | ENG  | 13:22,32    |
| 7     | Tom Farrell           | ENG  | 13:23,96    |
| 8     | Moses Ndiema Kipsiro  | UGA  | 13:28,23    |

27. Juli, 17:40 Uhr

### 10.000 m
| Platz | Athlet                | Land | Zeit (min)  |
| ----- | --------------------- | ---- | ----------- |
| 1     | Moses Ndiema Kipsiro  | UGA  | 27:56,11    |
| 2     | Josphat Bett Kipkoech | KEN  | 27:56,14    |
| 3     | Cameron Levins        | CAN  | 27:56,23    |
| 4     | Peter Cheruiyot Kirui | KEN  | 27:58,24    |
| 5     | Charles Cheruiyot     | KEN  | 27:59,91 PB |
| 6     | Mohammed Ahmed        | CAN  | 28:02,96    |
| 7     | Jake Robertson        | NZL  | 28:03,70    |
| 8     | Timothy Toroitich     | UGA  | 28:03,79    |

1. August, 20:05 Uhr

### Marathon
| Platz | Athlet                  | Land | Zeit (h)   |
| ----- | ----------------------- | ---- | ---------- |
| 1     | Michael Shelley         | AUS  | 2:11:15 PB |
| 2     | Stephen Kwelio Chemlany | KEN  | 2:11:58    |
| 3     | Abraham Kiplimo         | UGA  | 2:12:23    |
| 4     | Munyo Solomon Mutai     | UGA  | 2:12:26    |
| 5     | John Ekiru Kelai        | KEN  | 2:12:41    |
| 6     | Eric Ndiema             | KEN  | 2:13:44    |
| 7     | Liam Adams              | AUS  | 2:13:49 PB |
| 8     | Phillip Kiplimo         | UGA  | 2:14:09    |

27. Juli, 9:02 Uhr

### 110 m Hürden
| Platz | Athlet           | Land | Zeit (s) |
| ----- | ---------------- | ---- | -------- |
| 1     | Andrew Riley     | JAM  | 13,32    |
| 2     | William Sharman  | ENG  | 13,36    |
| 3     | Shane Brathwaite | BAR  | 13,49    |
| 4     | Nicholas Hough   | AUS  | 13,57 PB |
| 5     | Ryan Brathwaite  | BAR  | 13,63    |
| 6     | Greggmar Swift   | BAR  | 13,74    |
| 7     | Alex Al-Ameen    | NGR  | 13,77    |
| 8     | Lawrence Clarke  | ENG  | 13,84    |

Finale: 29. Juli, 20:45 Uhr
Wind: −0,3 m/s

### 400 m Hürden
| Platz | Athlet                  | Land | Zeit (s) |
| ----- | ----------------------- | ---- | -------- |
| 1     | Cornel Fredericks       | RSA  | 48,50    |
| 2     | Jehue Gordon            | TTO  | 48,75    |
| 3     | Jeffery Gibson          | BAH  | 48,78 NR |
| 4     | Niall Flannery          | ENG  | 49,46    |
| 5     | Cristian Morton         | NGR  | 49,65    |
| 6     | Boniface Mucheru Tumuti | KEN  | 49,99    |
| 7     | Richard Yates           | ENG  | 50,13    |
| 8     | Annsert Whyte           | JAM  | DNF      |

Finale: 31. Juli, 20:15 Uhr

### 3000 m Hindernis
| Platz | Athlet                 | Land | Zeit (min) |
| ----- | ---------------------- | ---- | ---------- |
| 1     | Jonathan Muia Ndiku    | KEN  | 8:10,44 GR |
| 2     | Jairus Kipchoge Birech | KEN  | 8:12,68    |
| 3     | Ezekiel Kemboi         | KEN  | 8:19,73    |
| 4     | Matthew Hughes         | CAN  | 8:21,88    |
| 5     | James Wilkinson        | ENG  | 8:24,98    |
| 6     | Chris Winter           | CAN  | 8:29,83    |
| 7     | Luke Gunn              | ENG  | 8:45,99    |
| 8     | Stephen Lisgo          | SCO  | 9:05,13    |

1. August, 19:45 Uhr

### 4-mal-100-Meter-Staffel
| Platz | Land                | Athleten | Zeit (s) |
| ----- | ------------------- | --- | -------- |
| 1     | Jamaika             | Jason Livermore Kemar Bailey-Cole Nickel Ashmeade Usain Bolt Im Vorlauf eingesetzt: Kimmari Roach Julian Forte         | 37,58 GR |
| 2     | England             | Adam Gemili Harry Aikines-Aryeetey Richard Kilty Daniel Talbot Im Vorlauf eingesetzt: James Ellington Andrew Robertson | 38,02    |
| 3     | Trinidad und Tobago | Keston Bledman Marc Burns Rondel Sorrillo Richard Thompson                                                             | 38,10    |
| 4     | Südafrika           | Henricho Bruintjies Simon Magakwe Ncincihli Titi Akani Simbine                                                         | 38,35    |
| 5     | Bahamas             | Adrian Griffith Shavez Hart Warren Fraser Teray Smith                                                                  | 39,16    |
| 6     | Nigeria             | Divine Oduduru Monzavous Edwards Obinna Metu Mark Jelks                                                                | 40,17    |
| 7     | Antigua und Barbuda | Cejhae Greene Daniel Bailey Kasheem Colbourne Miguel Francis                                                           | 40,45    |
|       | Kanada              | Gavin Smellie Aaron Brown Dontae Richards-Kwok Andre De Grasse                                                         | DNF      |

Finale: 2. August, 21:15 Uhr

### 4-mal-400-Meter-Staffel
| Platz | Land                | Athleten                                                                                             | Zeit (min) |
| ----- | ------------------- | --- | ---------- |
| 1     | England             | Conrad Williams Michael Bingham Daniel Awde Matthew Hudson-Smith Im Vorlauf eingesetzt: Nigel Levine | 3:00,46    |
| 2     | Bahamas             | LaToy Williams Michael Mathieu Alonzo Russell Chris Brown Im Vorlauf eingesetzt: Andretti Bain       | 3:00,51    |
| 3     | Trinidad und Tobago | Lalonde Gordon Jarrin Solomon Renny Quow Zwede Hewitt Im Vorlauf eingesetzt: Jehue Gordon            | 3:01,51    |
| 4     | Jamaika             | Akheem Gauntlett Edino Steele Chumaine Fitten Rusheen McDonald                                       | 3:02,17    |
| 5     | Schottland          | Kris Robertson Grant Plenderleith Jamie Bowie Greg Louden                                            | 3:04,07    |
| 6     | Australien          | Craig Burns Alexander Beck Jarrod Geddes John Steffensen                                             | 3:04,19    |
| 7     | Nigeria             | Isah Salihu Miles Ukaoma Noah Akwu Cristian Morton                                                   | 3:04,86    |
| 8     | Sambia              | Titus Kafunda Mukhala Emmanuel Mwewa Cephas Nyimbili Saviour Kombe                                   | 3:10,26    |

Finale: 2. August, 20:10 Uhr

### Hochsprung
| Platz | Athlet            | Land | Höhe (m) |
| ----- | ----------------- | ---- | -------- |
| 1     | Derek Drouin      | CAN  | 2,31     |
| 2     | Kyriakos Ioannou  | CYP  | 2,28     |
| 3     | Michael Mason     | CAN  | 2,25     |
| 4     | Chris Baker       | ENG  | 2,25     |
| 5     | Martyn Bernard    | ENG  | 2,21     |
| 5     | Kabelo Kgosiemang | BOT  | 2,21     |
| 7     | Fernand Djoumessi | CMR  | 2,21     |
| 8     | Brandon Starc     | AUS  | 2,21     |

Finale: 30. Juli, 18:40 Uhr

### Stabhochsprung
| Platz | Athlet                   | Land | Höhe (m) |      |
| ----- | ------------------------ | ---- | -------- | ---- |
| 1     | Steven Lewis             | ENG  | 5,55     |      |
| 2     | Luke Cutts               | ENG  | 5,55     |      |
| 3     | Shawnacy Barber († 2024) | CAN  | CAN      | 5,45 |
| 4     | Jax Thoirs               | SCO  | 5,45     |      |
| 5     | Nikandros Stylianou      | CYP  | 5,35     |      |
| 5     | Paul Walker              | WAL  | 5,35     |      |
| 7     | Joel Pocklington         | AUS  | 5,20     |      |
| 8     | K’Don Samuels            | JAM  | 5,00     |      |

1. August, 18:10 Uhr

### Weitsprung
| Platz | Athlet                | Land | Weite (m) |
| ----- | --------------------- | ---- | --------- |
| 1     | Greg Rutherford       | ENG  | 8,20      |
| 2     | Zarck Visser          | RSA  | 8,12      |
| 3     | Ruswahl Samaai        | RSA  | 8,08      |
| 4     | Fabrice Lapierre      | AUS  | 8,00      |
| 5     | Christopher Tomlinson | ENG  | 7,99      |
| 6     | Robert Crowther       | AUS  | 7,96      |
| 7     | J. J. Jegede          | ENG  | 7,81      |
| 8     | Tyrone Smith          | BER  | 7,79      |

Finale: 30. Juli, 18:45 Uhr

### Dreisprung
| Platz | Athlet                 | Land | Weite (m) |
| ----- | ---------------------- | ---- | --------- |
| 1     | Godfrey Khotso Mokoena | RSA  | 17,20     |
| 2     | Tosin Oke              | NGR  | 16,84     |
| 3     | Arpinder Singh         | IND  | 16,63     |
| 4     | Olu Olamigoke          | NGR  | 16,56     |
| 5     | Phillips Idowu         | ENG  | 16,45     |
| 6     | Nathan Fox             | ENG  | 16,26     |
| 7     | Daniel Lewis           | JAM  | 16,09     |
| 8     | Yordanys Durañona      | DMA  | 15,81     |

Finale: 2. August, 19:10 Uhr

### Kugelstoßen
| Platz | Athlet             | Land | Weite (m) |
| ----- | ------------------ | ---- | --------- |
| 1     | O’Dayne Richards   | JAM  | 21,61 GR  |
| 2     | Tomas Walsh        | NZL  | 21,19     |
| 3     | Tim Nedow          | CAN  | 20,59     |
| 4     | Orazio Cremona     | RSA  | 20,13     |
| 5     | Damien Birkinhead  | AUS  | 19,59     |
| 6     | Om Prakash Karhana | IND  | 18,73     |
| 7     | Dillon Simon       | DMA  | 18,66 NR  |
| 8     | Raymond Brown      | JAM  | 18,65     |

Finale: 28. Juli, 19:20 Uhr

### Diskuswurf
| Platz | Athlet             | Land | Weite (m) |
| ----- | ------------------ | ---- | --------- |
| 1     | Vikas Gowda        | IND  | 63,64     |
| 2     | Apostolos Parellis | CYP  | 63,32     |
| 3     | Jason Morgan       | JAM  | 62,34     |
| 4     | Benn Harradine     | AUS  | 61,91     |
| 5     | Brett Morse        | WAL  | 60,48     |
| 6     | Chad Wright        | JAM  | 60,33     |
| 7     | Carl Myerscough    | ENG  | 59,88     |
| 8     | Zane Duquemin      | JER  | 59,39     |

Finale: 31. Juli, 18:00 Uhr

### Hammerwurf
| Platz | Athlet                    | Land | Weite (m) |
| ----- | ------------------------- | ---- | --------- |
| 1     | James Steacy              | CAN  | 74,16     |
| 2     | Nick Miller               | ENG  | 72,99     |
| 3     | Mark Dry                  | SCO  | 71,64     |
| 4     | Alexander Smith           | ENG  | 70,99     |
| 5     | Timothy Driesen           | AUS  | 69,94     |
| 6     | Amir Williamson           | ENG  | 69,38     |
| 7     | Konstandinos Stathelakos  | CYP  | 68,22     |
| 8     | Chandrodaya Narayan Singh | IND  | 67,99     |

Finale: 29. Juli, 20:50 Uhr

### Speerwurf
| Platz | Athlet           | Land | Weite (m) |
| ----- | ---------------- | ---- | --------- |
| 1     | Julius Yego      | KEN  | 83,87     |
| 2     | Keshorn Walcott  | TTO  | 82,67     |
| 3     | Hamish Peacock   | AUS  | 81,75     |
| 4     | Joshua Robinson  | AUS  | 79,95     |
| 5     | Stuart Farquhar  | NZL  | 78,14     |
| 6     | Rocco van Rooyen | RSA  | 76,84     |
| 7     | Luke Cann        | AUS  | 75,93     |
| 8     | Lee Doran        | WAL  | 72,73     |

Finale: 2. August, 19:20 Uhr

### Zehnkampf
| Platz | Athlet              | Land | Punkte |
| ----- | ------------------- | ---- | ------ |
| 1     | Damian Warner       | CAN  | 8282   |
| 2     | Ashley Bryant       | ENG  | 8109   |
| 3     | Kurt Felix          | GRN  | 8070   |
| 4     | John Lane           | ENG  | 7922   |
| 5     | Stephen Cain        | AUS  | 7787   |
| 6     | Benjamin Gregory    | WAL  | 7725   |
| 7     | Fredriech Pretorius | RSA  | 7639   |
| 8     | David Guest         | WAL  | 7516   |

28./29. Juli

## Frauen

### 100 m
| Platz | Athletin                | Land | Zeit (s) |
| ----- | ----------------------- | ---- | -------- |
| 1     | Blessing Okagbare       | NGR  | 10,85 GR |
| 2     | Veronica Campbell-Brown | JAM  | 11,03    |
| 3     | Kerron Stewart          | JAM  | 11,07    |
| 4     | Asha Philip             | ENG  | 11,18 PB |
| 5     | Schillonie Calvert      | JAM  | 11,21    |
| 6     | Bianca Williams         | ENG  | 11,31    |
| 7     | Khamica Bingham         | CAN  | 11,37    |
| 8     | Gloria Asumnu           | NGR  | 11,41    |

Finale: 28. Juli, 21:35 Uhr
Wind: 0,3 m/s

### 200 m
| Platz | Athletin                | Land | Zeit (s) |
| ----- | ----------------------- | ---- | -------- |
| 1     | Blessing Okagbare       | NGR  | 22,25    |
| 2     | Jodie Williams          | ENG  | 22,50 PB |
| 3     | Bianca Williams         | ENG  | 22,58 PB |
| 4     | Anyika Onuora           | ENG  | 22,64 PB |
| 5     | Anneisha McLaughlin     | JAM  | 22,68    |
| 6     | Schillonie Calvert      | JAM  | 22,94    |
| 7     | Kimberly Hyacinthe      | CAN  | 23,11    |
| 8     | Samantha Henry-Robinson | JAM  | 23,24    |

Finale: 31. Juli, 20:45 Uhr
Wind: 0,4 m/s

### 400 m
| Platz | Athletin                | Land | Zeit (s) |
| ----- | ----------------------- | ---- | -------- |
| 1     | Stephenie Ann McPherson | JAM  | 50,67    |
| 2     | Novlene Williams-Mills  | JAM  | 50,86    |
| 3     | Christine Day           | JAM  | 51,09    |
| 4     | Folashade Abugan        | NGR  | 52,33    |
| 5     | Kineke Alexander        | VIN  | 52,78    |
| 6     | Shaunae Miller          | BAH  | 53,08    |
| 7     | Kelly Massey            | ENG  | 53,08    |
|       | Amantle Montsho         | BOT  | DQ       |

Finale: 30. Juli, 20:30 Uhr
Amantle Montsho, die mit 51,10 s den vierten Platz belegt hatte, wurde positiv auf Methylhexanamin getestet und wegen dieses Dopingvergehens disqualifiziert.

### 800 m
| Platz | Athletin            | Land | Zeit (min) |
| ----- | ------------------- | ---- | ---------- |
| 1     | Eunice Jepkoech Sum | KEN  | 2:00,31    |
| 2     | Lynsey Sharp        | SCO  | 2:01,34    |
| 3     | Winnie Nanyondo     | UGA  | 2:01,38    |
| 4     | Jessica Judd        | ENG  | 2:01,91    |
| 5     | Angie Smit          | NZL  | 2:01,94    |
| 6     | Jenny Meadows       | ENG  | 2:02,19    |
| 7     | Nikki Hamblin       | NZL  | 2:02,43    |
| 8     | Melissa Bishop      | CAN  | 2:02,61    |

Finale: 1. August, 20:45 Uhr

### 1500 m
| Platz | Athletin         | Land | Zeit (min) |
| ----- | ---------------- | ---- | ---------- |
| 1     | Faith Kipyegon   | KEN  | 4:08,94    |
| 2     | Laura Weightman  | ENG  | 4:09,24    |
| 3     | Kate van Buskirk | CAN  | 4:09,41    |
| 4     | Nicole Sifuentes | CAN  | 4:10,48    |
| 5     | Nikki Hamblin    | NZL  | 4:10,77    |
| 6     | Hellen Obiri     | KEN  | 4:10,84    |
| 7     | Hannah England   | ENG  | 4:11,10    |
| 8     | Kaila McKnight   | AUS  | 4:12,77    |

Finale: 29. Juli, 21:50 Uhr

### 5000 m
| Platz | Athletin                 | Land | Zeit (min) |
| ----- | ------------------------ | ---- | ---------- |
| 1     | Mercy Cherono            | KEN  | 15:07,21   |
| 2     | Janet Kisa               | KEN  | 15:08,90   |
| 3     | Joanne Pavey             | ENG  | 15:08,96   |
| 4     | Margaret Wangari Muriuki | KEN  | 15:10,38   |
| 5     | Eloise Wellings          | AUS  | 15:14,99   |
| 6     | Laura Whittle            | SCO  | 15:33,72   |
| 7     | Emily Brichacek          | AUS  | 15:39,96   |
| 8     | Emelia Gorecka           | ENG  | 15:40,03   |

2. August, 19:07 Uhr

### 10.000 m
| Platz | Athletin                | Land | Zeit (min)  |
| ----- | ----------------------- | ---- | ----------- |
| 1     | Joyce Chepkirui         | KEN  | 32:09,35    |
| 2     | Florence Jebet Kiplagat | KEN  | 32:09,48    |
| 3     | Emily Chebet Muge       | KEN  | 32:10,82    |
| 4     | Kate Avery              | ENG  | 32:33,35 PB |
| 5     | Beth Potter             | SCO  | 32:33,36 PB |
| 6     | Linet Toroitich Chebet  | UGA  | 32:41,95 NR |
| 7     | Sonia Samuels           | ENG  | 32:57,96    |
| 8     | Vanice Chemutai         | UGA  | 33:11,98 PB |

29. Juli, 19:07 Uhr

### Marathon
| Platz | Athletin                 | Land | Zeit (h) |
| ----- | ------------------------ | ---- | -------- |
| 1     | Flomena Cheyech Daniel   | KEN  | 2:26:45  |
| 2     | Caroline Cheptanui Kilel | KEN  | 2:27:10  |
| 3     | Jessica Trengove         | AUS  | 2:30:12  |
| 4     | Lanni Marchant           | CAN  | 2:31:14  |
| 5     | Helalia Johannes         | NAM  | 2:32:02  |
| 6     | Susan Partridge          | SCO  | 2:32:18  |
| 7     | Louise Damen             | ENG  | 2:32:59  |
| 8     | Melanie Panayiotou       | AUS  | 2:35:01  |

27. Juli, 9:30 Uhr

### 100 m Hürden
| Platz | Athletin          | Land | Zeit (s) |
| ----- | ----------------- | ---- | -------- |
| 1     | Sally Pearson     | AUS  | 12,67    |
| 2     | Tiffany Porter    | ENG  | 12,80    |
| 3     | Angela Whyte      | CAN  | 13,02    |
| 4     | Danielle Williams | JAM  | 13,06    |
| 5     | Michelle Jenneke  | AUS  | 13,36    |
| 6     | Kierre Beckles    | BAR  | 13,38    |
| 7     | Josanne Lucas     | TTO  | 13,41    |
| 8     | Shannon McCann    | AUS  | 13,60    |

Finale: 1. August, 22:10 Uhr
Wind: −0,1 m/s

### 400 m Hürden
| Platz | Athletin         | Land | Zeit (s) |
| ----- | ---------------- | ---- | -------- |
| 1     | Kaliese Spencer  | JAM  | 54,10    |
| 2     | Eilidh Child     | SCO  | 55,02    |
| 3     | Janieve Russell  | JAM  | 55,64    |
| 4     | Lauren Wells     | AUS  | 56,09    |
| 5     | Noelle Montcalm  | CAN  | 56,74    |
|       | Chanice Chase    | CAN  | DNF      |
|       | Amaka Ogoegbunam | NGR  | DQ       |
|       | Wenda Nel        | RSA  | DQ       |

Finale: 31. Juli, 20:25 Uhr

### 3000 m Hindernis
| Platz | Athletin               | Land | Zeit (min) |
| ----- | ---------------------- | ---- | ---------- |
| 1     | Purity Cherotich Kirui | KEN  | 9:30,96    |
| 2     | Milcah Chemos Cheywa   | KEN  | 9:31,30    |
| 3     | Joan Kipkemoi Rotich   | KEN  | 9:33,34    |
| 4     | Madeline Heiner        | AUS  | 9:34,01 PB |
| 5     | Genevieve LaCaze       | AUS  | 9:37,04 PB |
| 6     | Eilish McColgan        | SCO  | 9:44,65    |
| 7     | Racheal Bamford        | ENG  | 9:45,51 PB |
| 8     | Pippa Woolven          | ENG  | 9:47,97 PB |

30. Juli, 19:45 Uhr

### 4-mal-100-Meter-Staffel
| Platz | Land                | Athletinnen | Zeit (s) |
| ----- | ------------------- | --- | -------- |
| 1     | Jamaika             | Kerron Stewart Veronica Campbell-Brown Schillonie Calvert Shelly-Ann Fraser-Pryce Im Vorlauf eingesetzt: Elaine Thompson | 41,83 GR |
| 2     | Nigeria             | Gloria Asumnu Blessing Okagbare Dominique Duncan Lawretta Ozoh Im Vorlauf eingesetzt: Patience Okon George               | 42,92    |
| 3     | England             | Asha Philip Bianca Williams Jodie Williams Ashleigh Nelson Im Vorlauf eingesetzt: Anyika Onuora Louise Bloor             | 43,10    |
| 4     | Kanada              | Crystal Emmanuel Kimberly Hyacinthe Phylicia George Khamica Bingham                                                      | 43,33    |
| 5     | Australien          | Melissa Breen Ashleigh Whittaker Ella Nelson Margaret Gayen                                                              | 44,21    |
| 6     | Bahamas             | Katrina Seymour Sheniqua Ferguson Cache Armbrister Nivea Smith                                                           | 44,25    |
| 7     | Wales               | Hannah Brier Hannah Thomas Mica Moore Rachel Johncock                                                                    | 44,51 NR |
| 8     | Trinidad und Tobago | Deborah John Reyare Thomas Lisa Wickham Kamaria Durant                                                                   | 44,78    |

Finale: 2. August, 20:50 Uhr

### 4-mal-400-Meter-Staffel
| Platz | Land                | Athletinnen | Zeit (min) |
| ----- | ------------------- | --- | ---------- |
| 1     | Jamaika             | Christine Day Novlene Williams-Mills Anastasia Le-Roy S. A. McPherson Im Vorlauf eingesetzt: Janieve Russell Shericka Williams | 3:23,82 GR |
| 2     | Nigeria             | Patience Okon George Regina George Ada Benjamin Folashade Abugan Im Vorlauf eingesetzt: Funke Oladoye Omolara Omotoso          | 3:24,71    |
| 3     | England             | Christine Ohuruogu Shana Cox Kelly Massey Anyika Onuora Im Vorlauf eingesetzt: Emily Diamond Margaret Adeoye                   | 3:27,24    |
| 4     | Australien          | Anneliese Rubie Caitlin Sargent Lauren Wells Morgan Mitchell                                                                   | 3:30,27    |
| 5     | Kanada              | Audrey Jean-Baptiste Wendy Fawn Dorr Noelle Montcalm Chanice Chase                                                             | 3:32,45    |
| 6     | Trinidad und Tobago | Shawna Fermin Domonique Williams Janeil Bellille Romona Modeste                                                                | 3:33,50    |
| 7     | Bahamas             | Christine Amertil Shaunae Miller Lanece Clarcke Miriam Byfield                                                                 | 3:34,86    |
|       | Indien              | P. R. Machettira Tintu Lukka Ratandeep Kaur Anilda Thomas                                                                      | DQ         |

Finale: 2. August, 19:50 Uhr

### Hochsprung
| Platz | Athletin              | Land | Höhe (m) |
| ----- | --------------------- | ---- | -------- |
| 1     | Eleanor Patterson     | AUS  | 1,94     |
| 2     | Isobel Pooley         | ENG  | 1,92 PB  |
| 3     | Levern Spencer        | LCA  | 1,92     |
| 4     | Leontia Kallenou      | CYP  | 1,89     |
| 4     | Jeanelle Scheper      | LCA  | 1,89     |
| 6     | Hannah Joye           | AUS  | 1,89     |
| 7     | Saniel Atkinson-Grier | JAM  | 1,86     |
| 8     | Sahana Kumari         | IND  | 1,86     |

Finale: 1. August, 18:05 Uhr

### Stabhochsprung
| Platz            | Athletin      | Land | Höhe (m) |
| ---------------- | ------------- | ---- | -------- |
| 1                | Alana Boyd    | AUS  | 4,50     |
| 2                | Sally Peake   | WAL  | 4,25     |
| 3                | Alysha Newman | CAN  | 3,80     |
| 3                | Sally Scott   | ENG  | 3,80     |
|                  | Zoe Brown     | NIR  | NM       |
| Katie Byres      | ENG           | NM   |          |
| Olivia Curran    | IOM           | NM   |          |
| Liz Parnov       | AUS           | NM   |          |
| Vicky Parnov     | AUS           | NM   |          |
| Henrietta Paxton | SCO           | NM   |          |

2. August, 19:00 Uhr
Der Wettkampf wurde durch starken Regen und heftigen Wind beeinträchtigt.

### Weitsprung
| Platz | Athletin          | Land | Weite (m) |
| ----- | ----------------- | ---- | --------- |
| 1     | Ese Brume         | NGR  | 6,56      |
| 2     | Jazmin Sawyers    | ENG  | 6,54      |
| 3     | Christabel Nettey | CAN  | 6,49      |
| 4     | Chantel Malone    | IVB  | 6,41      |
| 5     | Lorraine Ugen     | ENG  | 6,39      |
| 6     | Margaret Gayen    | AUS  | 6,34      |
| 7     | Nektaria Panagi   | CYP  | 6,33      |
| 8     | Bianca Stuart     | BAH  | 6,31      |

Finale: 31. Juli, 19:15 Uhr

### Dreisprung
| Platz | Athletin                | Land | Weite (m) |
| ----- | ----------------------- | ---- | --------- |
| 1     | Kimberly Williams       | JAM  | 14,21     |
| 2     | Laura Samuel            | ENG  | 14,09 PB  |
| 3     | Ayanna Alexander        | TTO  | 14,01     |
| 4     | Shanieka Thomas         | JAM  | 13,85     |
| 5     | Linda Leverton          | AUS  | 13,69     |
| 6     | Ellen Pettitt           | AUS  | 13,54 PB  |
| 7     | Joëlle Mbumi Nkouindjin | CMR  | 13,48 PB  |
| 8     | Chioma Matthews         | ENG  | 13,46     |

Finale: 29. Juli, 18:40 Uhr

### Kugelstoßen
| Platz | Athletin                | Land | Weite (m) |
| ----- | ----------------------- | ---- | --------- |
| 1     | Valerie Adams           | NZL  | 19,88     |
| 2     | Cleopatra Borel         | TTO  | 18,57     |
| 3     | Julie Labonté           | CAN  | 17,58     |
| 4     | Rachel Wallader         | ENG  | 16,83 PB  |
| 5     | Sophie McKinna          | ENG  | 16,59     |
| 6     | Eden Francis            | ENG  | 16,57     |
| 7     | Auriol Dongmo Mekemnang | CMR  | 16,50 NR  |
| 8     | Kirsty Yates            | SCO  | 16,42 PB  |

30. Juli, 20:40 Uhr

### Diskuswurf
| Platz | Athletin         | Land | Weite (m) |
| ----- | ---------------- | ---- | --------- |
| 1     | Dani Samuels     | AUS  | 64,88     |
| 2     | Seema Punia      | IND  | 61,61     |
| 3     | Jade Lally       | ENG  | 60,48     |
| 4     | Siositina Hakeai | NZL  | 58,67     |
| 5     | Krishna Poonia   | IND  | 57,84     |
| 6     | Kellion Knibb    | JAM  | 57,39     |
| 7     | Eden Francis     | ENG  | 55,80     |
| 8     | Danniel Thomas   | JAM  | 55,02     |

Finale: 1. August, 18:15 Uhr

### Hammerwurf
| Platz | Athletin            | Land | Weite (m) |
| ----- | ------------------- | ---- | --------- |
| 1     | Sultana Frizell     | CAN  | 71,97 GR  |
| 2     | Julia Ratcliffe     | NZL  | 69,96     |
| 3     | Sophie Hitchon      | ENG  | 68,72     |
| 4     | Sarah Holt          | ENG  | 65,67     |
| 5     | Carys Parry         | WAL  | 65,37     |
| 6     | Susan McKelvie      | SCO  | 63,76     |
| 7     | Rachel Hunter       | SCO  | 63,29     |
| 8     | Gabrielle Neighbour | AUS  | 61,84     |

Finale: 28. Juli, 18:05 Uhr

### Speerwurf
| Platz | Athletin           | Land | Weite (m) |
| ----- | ------------------ | ---- | --------- |
| 1     | Kimberley Mickle   | AUS  | 65,96 GR  |
| 2     | Sunette Viljoen    | RSA  | 63,19     |
| 3     | Kelsey-Lee Roberts | AUS  | 62,95     |
| 4     | Kathryn Mitchell   | AUS  | 62,59     |
| 5     | Elizabeth Gleadle  | CAN  | 60,69     |
| 6     | Nadeeka Lakmali    | SRI  | 59,04 SB  |
| 7     | Goldie Sayers      | ENG  | 57,68     |
| 8     | Annu Rani          | IND  | 56,37     |

30. Juli, 20:15 Uhr

### Siebenkampf
| Platz | Athletin              | Land | Punkte  |
| ----- | --------------------- | ---- | ------- |
| 1     | Brianne Theisen-Eaton | CAN  | 6597    |
| 2     | Jessica Zelinka       | CAN  | 6270    |
| 3     | Jessica Taylor        | ENG  | 5826 PB |
| 4     | Sophie Stanwell       | AUS  | 5754 PB |
| 5     | Salcia Slack          | JAM  | 5718    |
| 6     | Jessica Tappin        | ENG  | 5695    |
| 7     | Grace Clements        | ENG  | 5512    |
| 8     | Shianne Smith         | BER  | 5187    |

29./30. Juli